# 152P/Helin-Lawrence
La comète Helin-Lawrence, officiellement 152P/Helin-Lawrence, est une comète périodique du système solaire, découverte le 17 mai 1993 par Kenneth J. Lawrence et Eleanor Francis Helin.